# Axionic
Axionic (en grec antic: Ἀξιόνικος, Aksiónikos; en llatí: Axionicus) fou un poeta atenès de la comèdia mitjana del que no se sap gairebé res.
Ateneu de Nàucratis va conservar alguns fragments poc importants d'aquestes obres de teatre:
- Τυρρηνός o Τυρρηνικός (Els Tirrens).
- Φιλευριπίδης (El fanàtic d'Eurípides).
- Φίλιννα (Filinna).
- Χαλκιδικός (Els Calcídics).[1]

## Edicions
- R. Kassel, C. Austin, Poetae Comici Graeci, Berlin-New York, de Guyter, 1983-, vol.IV, pp. 20-27.